# Venceslao I di Teschen
Venceslao I di Teschen (1413 – Bielsko-Biała, 1474) fu duca di Teschen.
Era il maggiore dei figli di Boleslao I, duca di Teschen, e di sua moglie Eufemia.
Alla morte del padre, nel 1431, Venceslao I governò sul ducato assieme ai fratelli ed alla madre. Dopo la divisione dei possedimenti paterni, nel 1442, governò a Bytom ed a Siewierz, e ricevette alcune terre di Teschen. Ad ogni modo, preso, vendette il Ducato di Siewierz a Zbigniew Oleśnicki, Vescovo di Cracovia. Nel 1452 scambiò Bytom con la città di Bielsko con il fratello Boleslao II.
Il 17 febbraio 1439 Venceslao I sposò Elisabetta, figlia di Federico I, Elettore del Brandeburgo. La loro unione si ruppe tra il 1445 e il 1446 per ragioni sconosciute. Venceslao I non ebbe figli e morì a Bielsko-Biała nel 1474. È sepolto nella chiesa dei Domenicani di Teschen.